# Manuel Ruiz Hierro
Manuel Ruiz Hierro, també conegut com a Manolo Hierro o Hierro II, és un exfutbolista i entrenador de futbol andalús. Va nàixer a Vélez-Málaga el 8 de febrer de 1962. Ocupava la posició de defensa. És germà dels també futbolistes Fernando Hierro i Antonio Ruiz Hierro.

## Trajectòria
Sorgeix del planter del CD Málaga. Destaca al filial, el Malagueño i a la campanya 82/83 debuta amb els mal·lacitans a primera divisió, encara que no es consolida fins dos anys després, quan disputa 16 partits, tot i que el Málaga baixa a Segona Divisió.
L'estiu de 1986 fitxa pel Reial Valladolid, amb qui retorna a la màxima categoria. Passa dues campanyes a l'equip castellà, en les quals és titular. A la 88/89 recala al Reial Betis. A partir de 1989 fins a la seua retirada, el defensa juga a les files del CD Tenerife, on és titular les dues primeres temporades a l'equip canari. En total, va sumar 174 partits i 7 gols a la primera divisió.
Després de penjar les botes, ha seguit vinculat al món del futbol, primer com a Director esportiu del Màlaga CF, equip que entrenaria a la temporada 05/06. La temporada 07/08 dirigeix a la UD Puertollano.